# كاستليون ديلا بيسكايا
كاستليون ديلا بيسكايا ( النطق الإيطالي: ‎[kastiʎˈʎoːne della peˈskaːja]‏ ) ، وتختصر إقليميًا بصورة أبسط إلى كاستليون، هي مدينة ساحلية أثرية في مقاطعة غروسيتو، في توسكانا، وسط إيطاليا، نمت المدينة الحديثة حول حصن يعود إلى القرون الوسطى وتحديداً القرن الثاني عشر ( (بالإيطالية: castello)‏ ) ومصائد أسماك كبيرة نالت منهما على تسميتها، تعد كاستيون اليوم وجهة سياحية شهيرة للغاية مع مناطق جذب تشمل الشواطئ والمتنزهات الطبيعية ومسارات ركوب الدراجات والمواقع الأثرية الإتروسكانية التاريخية وقرية صغيرة بانورامية من القرون الوسطى بالإضافة إلى محمية دياكيا بوترونا الطبيعية، وهي بيئة رطبة مستنقعية ذات أهمية تاريخية تحتضن حياة برية مهددة بالانقراض تتشكل من طيور الفلامينغو وردية اللون والبط البري والعادي.
وعلى الرغم من شعبية كاستليون كوجهة لقضاء العطلات، فقد حوفظ بدقة على المناطق المحيطة بالمدينة - بمَ في ذلك البحر والمستنقعات وغابات الصنوبر النموذجية لمنطقة ماريما - وهي تشكل اليوم محميات طبيعية محمية، والجدير بالذكر أنه في عام 2015 رُشح بحر كاستليون ليكون أجمل بحر في إيطاليا من قبل منظمة البيئة الوطنية غير الحكومية ليغامبيانتي، والتي لم تشد فقط بنظافة مياه البحر في المدينة ولكن أيضًا بجهودها البيئية وإعادة التدوير الفعالة. 
وتعد كاستليون الوجهة الساحلية الأكثر زيارة في توسكانا وتحتل المرتبة الثانية من بين أكثر المدن زيارة في المنطقة،  سابقةً إياها فلورنسا فقط، وفي عام 2019، زار ما يقرب من 1.6 مليون سائح مدينة كاستيون بالغين رقماً قياسياً تاريخياً،  إذ تعتبر المدينة كذلك واحدة من أكثر المدن زيارة في إيطاليا، 
وتحتضن كاستليون ديلا بيسكايا ثاني أغلى شارع في إيطاليا من حيث أسعار العقارات،   بمتوسط قيم يتجاوز تلك المسعرة بها المنازل في كل شارع إيطالي آخر باستثناء شارع واحد، ومتواجدٌ أيضًا في توسكانا.
وسبق أن قام العديد من الشخصيات البارزة بالسكنة في كاستليون ومجتمعها أو مازالوا مقيمين بها، ومن بين هؤلاء الممثل الحائز على جائزة جولدن جلوب روجر مور،  والممثلة الحائزة على جائزة الأوسكار صوفيا لورين،  والمؤدي الحاصل على جائزة غرامي جورج سولتي ،  منتج الأفلام كارلو بونتي،  سائق سباقات الفورمولا ون أليكس زاناردي،  والمؤلفون إيتالو كالفينو،  بيترو سيتاتي،  وكارلو فروتيرو،  ومخرج الأفلام جيوفاني فيرونيسي،  المصرفي سيغموند غ. واربورغ،  وآخرون كثرة، بمن فيهم رئيس الوزراء الإيطالي السابق رومانو برودي،  أيضًا الرئيس الأسبق للمفوضية الأوروبية، وملك إسبانيا السابق خوان كارلوس الأول. 

## جغرافية المنطقة

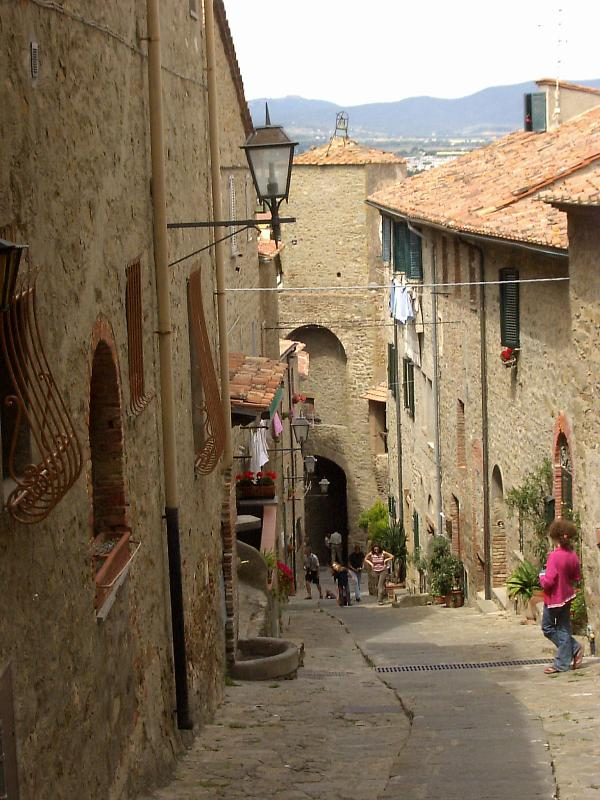
عرض في حصن قمة التل.

تتألف كاستليون ديلا بيسكايا من مدينة عالية مشيدة على التل الواقع في طرف سلسلة من التلال ناحية البحر، ومدينة منخفضة عند السفح الأول، على جانبي قناة الصرف وحوض السفن التي تشكل الجزء المركزي من المدينة.
وتقع كاستليون في الجانب الجنوبي الغربي من توسكانا، وتطل على جزيرتي إلبا وجيجليو، وعلى نتوء أرجنتاريو، وتنحدر التلال التي تسند المدينة ناحية الشواطئ التي تطل على المدينة بالكامل.
وناحية الشرق من كاستليون ثمة السهول الفيضية الغنية لنهر أومبروني، وقاربت بحيرة بريل القديمة على الجفاف والتي كانت تعد شريان حياة كاستليون.

## تاريخها
في حين أن الأومبريين والإتروسكان كانوا على الأرجح السكان الأوائل لموقعها، فقد سُجلت كاستليون ديلا بيسكايا لأول مرة تحت اسم سالبروينا في العصر الروماني، كما وأثبت التل القريب من الساحل أنه موقع ممتاز، حيث أشرف على بحيرة بريليوس الداخلية الكبيرة، قس حين وفرت البحيرة نفسها الطعام (الأسماك) والسلع التجارية (الملح).
وفي العصور الوسطى، عانت المدينة من هجمات القراصنة المتكررة وكادت تفنى، فعادت إلى الظهور في القرن التاسع الميلادي تحت اسمها الحالي، تحت الحماية المشتركة للبابوية وجمهورية بيزا.
ووظف البيزيون كاستيليون كعنصر أساسي في نظام دفاعهم على امتداد الساحل التيراني، قاموا أولاً ببناء برج واحد على قمة التل، ثم وسعوه لاحقًا إلى ثلاثة أبراج مرتبطة بحائط غادياً نواة القلعة، وتشرف أبراج كاستليون الثلاثة على ختم المدينة حتى يومنا هذا.
وفي القرن الثالث عشر، أصبحت كاستليون كومونا مستقلة، في هذه الأثناء، بدأ نهر أومبرون في ترسيب بحيرة بريل، والتي سرعان ما أمست بحيرة، وفي هذه البحيرة المتكونة حديثًا، تفشى بعوض الملاريا، مما أسفر إلى إضعاف سكان كاستليون، فالتمست المدينة الحماية من قوىً مختلفة ( سيينا ، ميديشي ، أرغون ) وأصبحت أخيرًا جزءًا من دوقية توسكانا الكبرى تحت حكم سلالة لورين.
وشرعت أسرة لورين سلسلة من المشاريع التي عززت بشكل كبير حياة الكاستليونيين، إذ عُمل على تجفيف المستنقعات على مدى عقود، مما نجم عنه زيادة مساحة الأراضي الصالحة للزراعة، فضلاً عن قتل البعوض الحامل للملاريا.
وبعد أن غدت توسكانا جزءًا من إيطاليا في عام 1859، أصبحت كاستليون كومونا في مقاطعة غروسيتو .

## المعالم السياحية الرئيسية
واحد من المقاصد السياحية الأكثر شعبية في المنطقة هو مركز إتروسكان التاريخي في فيتولونيا، الذي يستضيف متحفًا إتروسكيًا جانباً موقع أثري مجاور محفوظ جيدًا، يتضمن بقايا قديمة لسكان ماريما القدامى، علاوة على ذلك، فإن القرى الصغيرة في بونتا ألا وريفا ديل سول وروكاماري و روشيت هي منتجعات شاطئية تقدم خدماتها في الغالب للسياح من وسط وشمال أوروبا.

وفي إقليم كاستليون ديلا بيسكايا، تعد محمية دياكيا بوترونا الطبيعية ذات مساحة الـ 1,000 هكتار (2,500 أكر) (جانباً إلى كاسا روسا زيمينيس العائدة إلى القرن الثامن عشر) منطقة أراضي رطبة ذات أهمية دولية، وفقًا لاتفاقية رامسار.

## فرازيوني
تتألف البلدية من مقر بلدية كاستليون ديلا بيسكايا وقرى مثل ( فرازيوني ) بجنب قرىً صغيرة مثل بوريانو، بيان دالما، بيان دي روكا، بونتا ألا، روكاماري، روتشيت، تيرلي وفيتولونيا.

## الحكومة

### قائمة العُمَد
| عمدة               | بداية الفصل الدراسي | نهاية المدة           | حزب، حفلة                                        |
| ------------------ | ------------------- | --------------------- | ------------------------------------------------ |
| كارلو ميني         | 1946                | 1953                  |                                                  |
| أوتيلو كراريسي     | 1953                | 1961                  |                                                  |
| والتر فانوتشي      | 1961                | 1964                  |                                                  |
| فيدرو ميرولي       | 1964                | 1977                  |                                                  |
| جيانكارلو فارنتاني | 1978                | 1990                  | الحزب الشيوعي الإيطالي                           |
| داريو فيتي         | 1990                | 1992                  | الحزب الشيوعي الإيطالي / الحزب الديمقراطي لليسار |
| ماسيمو إميلياني    | 1993                | 1996                  | الراديكاليون الإيطاليون                          |
| فرانكو روجيولاني   | 1996                | 2001                  | حزب اليسار الديمقراطي / ديمقراطيو اليسار         |
| مونيكا فاينزي      | 2001                | 2011                  | فورزا إيطاليا / شعب الحرية                       |
| جيانكارلو فارنتاني | 2011                | 2021                  | الحزب الديمقراطي                                 |
| إيلينا نابي        | 2021                | مايجب في الوضع الراهن | قائمة مدنية يسار الوسط "Castiglione Futura"      |

## روابط خارجية
الموقع الرسمي